# Mavinhonda, Raybag
Mavinhonda là một làng thuộc tehsil Raybag, huyện Belgaum, bang Karnataka, Ấn Độ.